# Phalanger
Phalanger là một chi động vật có vú trong họ Phalangeridae, bộ Hai răng cửa. Chi này được Storr miêu tả năm 1780. Loài điển hình của chi này là Didelphis orientalis Pallas, 1766.

## Các loài
Chi này gồm các loài:
- Phalanger alexandrae Flannery & Boeadi, 1995
- Phalanger carmelitae (Thomas, 1898)
- Phalanger gymnotis (Peters & Doria, 1875)
- Phalanger intercastellanus (Thomas, 1895)
- Phalanger lullulae (Thomas, 1896)
- Phalanger matabiru Flannery & Boeadi, 1995
- Phalanger matanim (Flannery, 1987)
- Phalanger mimicus Thomas, 1922
- Phalanger orientalis (Pallas, 1766)
- Phalanger ornatus (Gray, 1860)
- Phalanger rothschildi (Thomas, 1898)
- Phalanger sericeus (Thomas, 1907)
- Phalanger vestitus (Milne-Edwards, 1877)